# Giro de Calàbria
El Giro de Calabria (en italià Giro di Calabria) era una cursa ciclista per etapes que es disputava per les carreteres de Calàbria, al sud d'Itàlia, cada any el mes de febrer o abril. No s'ha de confondre amb el Giro de la Província de Reggio de Calàbria, cursa per etapes entre 1920 i 1949, en línia de 1950 a 2005 i de nou per etapes a partir del 2008.

## Palmarès
| Any     | Vencedor         | Segon                | Tercer            |
| ------- | ---------------- | -------------------- | ----------------- |
| 1988    | Gianni Bugno     | Emanuele Bombini     | Giuseppe Petito   |
| 1989    | Alberto Volpi    | Marco Saligari       | Stefano Colagè    |
| 1990    | Guido Winterberg | Gianluca Pierobon    | Niki Ruttimann    |
| 1991    | Paolo Botarelli  | Leonardo Sierra      | Stefano Giuliani  |
| 1992    | Marco Saligari   | Michele Coppolillo   | Franco Chioccioli |
| 1993-94 | no disputat      |                      |                   |
| 1995    | Stefano Colagè   | Francesco Casagrande | Davide Cassani    |
| 1996    | Gabriele Colombo | Rodolfo Massi        | Michele Bartoli   |
| 1997    | no disputat      |                      |                   |
| 1998    | Rodolfo Massi    | Michele Bartoli      | Eddy Mazzoleni    |